# Learco Guerra
Learco Guerra (nacido el 14 de octubre de 1902 en San Nicolò Po, Mantua - fallecido el 7 de febrero de 1963 en Milán), apodado "la locomotora humana", fue un ciclista italiano, profesional entre los años 1928 y 1944, durante los que logró 72 victorias.
Se inició en el ciclismo a la tardía edad de 26 años. Era un corredor muy popular y querido entre los aficionados de la época y fue el primer ciclista de la historia en vestir la maglia rosa, al ganar la etapa inaugural del Giro de Italia 1931, año en el cual fue instituida dicha prenda.
Entre sus principales victorias destacan el Campeonato del Mundo de 1931 y el Giro de Italia 1934. 
Además de su victoria en 1934, también fue 4.º en los Giros de Italia 1935 y 1938.

## Palmarés
1930
- Campeón de Italia en ruta
- 2.º en el Tour de Francia, más 3 etapas
- 2.º en el Campeón del Mundo de fondo en carretera
- 2 etapas del Giro de Italia

1931
- Campeón de Italia en ruta
- Campeón del Mundo de fondo en carretera
- 4 etapas del Giro de Italia
- Giro Reggio Calabria

1932
- Campeón de Italia en ruta
- 6 etapas del Giro de Italia
- Giro de Toscana
- Giro di Campania

1933
- Campeón de Italia en ruta
- 2.º en el Tour de Francia, más 5 etapas
- Milán-San Remo
- 3 etapas del Giro de Italia

1934
- Campeón de Italia en ruta
- 2.º en el Campeón del Mundo de fondo en carretera
- Giro de Lombardía
- Giro de Italia , más 10 etapas
- Giro del Piamonte
- Giro di Campania
- Roma-Nápoles-Roma
- Milán-Módena

1935
- 5 etapas del Giro de Italia
- Giro di Campania
- Giro de la Romagna
- Giro de la Provincia de Milán
- Milán-Módena

1936
- Giro de la Provincia de Milán

1937
- 1 etapa del Giro de Italia

## Resultados en las grandes vueltas
| Carrera         | 1928 | 1929 | 1930 | 1931 | 1932 | 1933 | 1934 | 1935 | 1936 | 1937 | 1938 | 1939 | 1940 | 1941 | 1942 | 1943 | 1944 |
| --------------- | ---- | ---- | ---- | ---- | ---- | ---- | ---- | ---- | ---- | ---- | ---- | ---- | ---- | ---- | ---- | ---- | ---- |
| Giro de Italia  | -    | 24º  | 9º   | Ab.  | 4º   | Ab.  | 1º   | 4º   | -    | Ab.  | -    | -    | -    | X    | X    | X    | X    |
| Tour de Francia | -    | -    | 2º   | -    | -    | 2º   | -    | -    | -    | -    | -    | -    | X    | X    | X    | X    | X    |
| Vuelta a España | X    | X    | X    | X    | X    | X    | X    | -    | -    | X    | X    | X    | X    | -    | -    | X    | X    |
| Mundial en Ruta | -    | -    | 2º   | 1º   | 5º   | Ab.  | 2º   | Ab.  | -    | -    | -    | X    | X    | X    | X    | X    | X    |